# Kanugrahan
Kanugrahan is een bestuurslaag in het regentschap Lamongan van de provincie Oost-Java, Indonesië. Kanugrahan telt 2786 inwoners (volkstelling 2010).